# Séisme de 1946 en Suisse
Le tremblement de terre du 25 janvier 1946 s'est produit à 18 h 32 dans le canton du Valais avec une magnitude de 5.8 sur l’échelle de Richter. 
Son épicentre se situe dans la région du Wildhorn, alors que les dégâts les plus importants se produisent dans la vallée du Rhône entre Sion et Loèche ; il a été ressenti dans l'ensemble de la Suisse, mais également au Tyrol, en Savoie, en Alsace et dans le Wurtemberg. Cette catastrophe naturelle a causé la mort de deux personnes : une femme a fait un arrêt cardiaque à Sierre, alors qu'un mécanicien a été écrasé sous un camion dont les secousses avaient fait céder le cric à Aix-les-Bains en France.
Au total 517 répliques ont été enregistrées jusqu'à la fin de l'année 1946, dont trois d'une magnitude supérieures à 5. Parmi celles-ci, la plus forte a eu lieu le 30 mai avec une magnitude de 6 dans la région du Rawyl. Au total, 3 500 bâtiments sont endommagés dans ce qui reste le séisme le plus fort ayant touché les Alpes pendant le XXe siècle.

## Commémoration
Pendant la foire du Valais qui s'est tenue du 20 septembre au 8 octobre 2006, le Centre de recherche sur l'environnement alpin (CREALP) a présenté une exposition intitulée « Le Valais bouge » faisant de multiples références au tremblement de terre de 1946.